# Quan hệ Philippines – Tòa Thánh
Quan hệ Philippines – Tòa Thánh đề cập đến mối quan hệ giữa Toà Thánh và Philippines (Phi Luật Tân). Là một trong hai quốc gia có số giáo dân Công giáo đa số ở châu Á (nước còn lại là Đông Timor), Philippines có những mối quan hệ đáng kể với Tòa Thánh. Toà Thánh có một Tòa sứ thần ở Manila, và Philippines có một đại sứ quán tại Tòa Thánh (Vatican) có trụ sở tại Roma.

## Lịch sử
Công giáo lần đầu tiên đến Philippines vào thế kỷ 16, với những người truyền giáo đi theo những người chinh phục khi họ sáp nhập các hòn đảo với Đế chế Tây Ban Nha. Vào thời điểm Philippines giành lại chủ quyền từ Hoa Kỳ sau Chiến tranh thế giới thứ hai với việc thành lập Cộng hòa thứ ba, Công giáo đã để lại một ấn tượng lâu dài về văn hóa và xã hội Philippines với ít nhất bảy mươi phần trăm người dân tuyên xưng đức tin Công giáo.
Trong thời gian Tổng thống Philippines Elpidio Quirino, chức vụ ngoại giao của Tòa Thánh từ Khâm sứ Tòa Thánh tại Philippines được nâng cấp lên thành hạng Sứ thần Tòa Thánh, với Tổng giám mục Egidio Vagnozzi trở thành Sứ thần đầu tiên vào ngày 9 tháng 4 năm 1951. Đại sứ Philippines đầu tiên đến Tòa Thánh, Tiến sĩ Manuel Moran, trình quốc thư cho Giáo hoàng Piô XII vào ngày 4 tháng 6 năm 1951.
Cho đến ngày nay, ba giáo hoàng đã có chuyến thăm mục vụ đến Philippines. Giáo hoàng Phaolô VI viếng thăm Philippines vào năm 1970 và phát biểu trước sinh viên tại Đại học Santo Tomas (UST) ở Manila. Năm 1981, Giáo hoàng Gioan Phaolô II cũng đã phát biểu tại UST, và tôn phong Hiển thánh cho Lorenzo Ruiz, một tín hữu sống vào thế kỷ 17 tại Manila. Buổi lễ nà Luneta Park, sự đánh giá lần tôn phong Hiển thánh đầu tiên được thực hiện bên ngoài Vatican. Giáo hoàng sau đó đã trở lại Philippines vào năm 1995 để tham gia Ngày Giới trẻ Thế giới X. Vào ngày 15–19 tháng 1 năm 2015, Giáo hoàng Phanxicô đã có chuyến viếng thăm tại Philippines, tại đây đã có bài phát biểu tại UST và viếng thăm Tacloban, thành phố bị tàn phá bởi cơn bão Yolanda (Haiyan).